# Technische Betriebswirtschaftslehre
Technische Betriebswirtschaftslehre ist ein interdisziplinäres Studium, das aus wirtschafts- und ingenieurwissenschaftlichen Teilen besteht. Im Gegensatz zum Studium des Wirtschaftsingenieurwesens überwiegen hierbei allerdings die betriebswirtschaftlichen Inhalte. Für die technische Ausrichtung stehen verschiedene Fachrichtungen zur Auswahl.

## Abschluss
- Diplom-Kaufmann technisch (Dipl.-Kfm. techn. bzw. Dipl.-Kfm. t.o.) bzw. Diplom-Kauffrau technisch (Dipl.-Kffr. techn.) war ein akademischer Grad, der mit dem erfolgreichen Abschluss des betriebswirtschaftlichen Studiums „Betriebswirtschaftslehre mit technischer Qualifikation“ (TU Kaiserslautern), „Betriebswirtschaftslehre technisch orientiert“ (Universität Stuttgart) oder „Technische Betriebswirtschaftslehre“ an einer Universität oder gleichgestellten Hochschule im Regelfall erworben wurde.
- Im Rahmen des Bologna-Prozesses liefen die Diplomabschlüsse um 2010 aus, seitdem endet das erfolgreich absolvierte Studium mit dem akademischen Bachelor- oder Mastergrad.

## Hochschulen
Der Studiengang Technische Betriebswirtschaftslehre wird an folgenden Universitäten angeboten:
- seit 1974: Universität Stuttgart: Technisch orientierte BWL (B.Sc. und M.Sc.)
- seit 2001: TU München: Technologie- und Managementorientierte BWL (B.Sc. und M.Sc.)
- seit 2003: TU Kaiserslautern: BWL mit technischer Qualifikation (B.Sc. und M.Sc.)
- seit 2006: TU Clausthal: Technische BWL (M.Sc.)
- seit 2012: TU Braunschweig: Technologie-orientiertes Management (M.Sc.)

Fachhochschulen:
- Hochschule Kaiserslautern: Technische Betriebswirtschaft (B.Sc.)
- Hochschule Esslingen: Technische Betriebswirtschaft (B.Sc.)
- HAW Hamburg: Technische Betriebswirtschaftslehre (B.Sc.)